# Brian Hunter
Brian Hunter (* 1975) ist ein kanadischer Hedgefonds-Manager, der durch riskante Spekulationen 2006 seinen Arbeitgeber, den US-Hedgefonds Amaranth Advisors, um etwa die Hälfte seines Anlagevermögens, etwa 4,5 Mrd. US-Dollar, schädigte. Im Jahr 2007 hat Hunter den Hedgefonds Solengo Capital gegründet.

## Leben
Hunter wuchs in der Nähe von Calgary auf, der Hauptstadt der kanadischen Provinz Alberta. An der University of Alberta studierte er Mathematik, jobbte während des Studiums auf den Ölbohranlagen im Norden Kanadas und befasste sich im Lauf seines Studiums mit finanzieller Modellierung und Derivaten.
Nach seinem Examen wurde er als 24-Jähriger für die Pipeline-Gesellschaft TransCanada Corp. tätig. Dort fiel er seinen Vorgesetzten auf, weil Hunter frühzeitig Preisanomalien erkannte. Daraufhin gestattete man ihm wachsende Investitionen in Erdgasoptionen.
Später wechselte Hunter zur Deutschen Bank nach New York City, wo er bereits 2001 einen Gewinn von US$ 17 Mio. und 2002 von US$ 52 Mio. mit Gastermingeschäften erzielte. Daraufhin wurde er befördert und vereinbarte ein Jahreseinkommen, bestehend aus Gehalt und Bonus von US$ 1,6 Mio. Bis Dezember 2003 hätte seine Abteilung einen Gewinn von US 76 Mio. eingefahren, der aufgrund von Verlusten in Höhe von US$ 51,2 Mio. allein in einer Woche zusammenschmolz und das hohe Risiko des Energieanlagesektors deutlich macht. Im Februar 2004 wurde Hunter von der Deutschen Bank seiner Kompetenzen enthoben und erhielt keinen Bonus. Im April 2004 wurde er letztlich entlassen. In einem noch laufenden Prozess versucht Hunter, seinen Bonus einzuklagen und beschuldigt die Deutsche Bank ihn persönlich zu diffamieren.
Obwohl der CEO des Hedgefonds Amaranth-Advisors Nick Maounis aus Greenwich, Connecticut, von Hunters Problemen bei der Deutschen Bank wusste und in der Branche einigen bereits als Wunderkind, aber anderen auch als tickende Zeitbombe galt, erhielt Hunter bei Amaranth einen Vertrag für das Energie-Portfolio, das Amaranth unmittelbar nach der spektakulären Pleite von Enron als einer der ersten Hedgefonds gebildet hatte. Der Fondsmanager des Energie-Portfolios, Harry Arora, verfolgte eine relativ konservative Anlagestrategie und erzielte mit einer breitgefächerten Anlage jährlich eine Rendite von ca. 20 bis 40 %. Mit seinen erfolgreichen Spekulationen erlangte Hunter schnell einen Status, der es ihm gestattete, seinen Arbeitsplatz von Greenwich nach Calgary zu verlegen.
Doch Hunter wollte größere Anlagen im hochspekulativen Gasmarkt anlegen, woraufhin sich im Sommer 2005 Arora und Hunter darauf einigten, separate trader books anzulegen. Dies bedeutete, dass jeder der beiden separate Orders ausführen konnte. Anders als jedes Greenhorn im Anlagesektor, der max. 2 % seines Anlagevermögens auf einen einzelnen Titel setzen darf, war Hunter bereit, alles auf eine Karte zu setzen. Noch im Juli 2006 dozierte er, dass während die Konjunkturzyklen im Ölgeschäft Jahre dauerten, sie beim Gasgeschäft, bei dem die Transportprobleme eine noch größere Bedeutung besitzen, bei wenigen Monaten lägen. Durch die beiden verheerenden Hurrikans Rita und Katrina erzielte Hunter mit seinen Gasspekulationen 2005 US$ 1 Mrd., was ihn bereits zu einer Legende an der Wallstreet werden ließ. Gegen Ende August 2006 hatte er seit Jahresanfang mit Erdgasgeschäften einen Gewinn von US$ 2 Mrd. erzielt. Binnen einer Woche verlor er jedoch US$ 5 Mrd., weil er auf steigende Preise gesetzt hatte, während die Energiepreise um 12 % einbrachen, woraufhin Amaranth Advisors selbst vor äußerst ernsten Problemen stand, da der Verlust mehr als die Hälfte des Anlagevermögens von US$ 9 Mrd. betrug.
Um derart hohe Verluste überhaupt produzieren zu können, musste Hunter für jeden Dollar Eigenkapital etwa acht Dollar Fremdkapital aufnehmen. Hunter versuchte, den Verlust zu verringern und wurde von Arora nicht sofort von seinen Aufgaben entbunden. Es gelang ihm, den Verlust von US$ 5 Mrd. auf US$ 4,5 Mrd. zu verringern.
Letzten Endes tangierte Hunter der Verlust von 4,5 Mrd. US$ wenig, denn seine Boni, die in einem guten Jahr schon mal 100 Millionen US$ ausmachten, durfte er laut Aussage des Magazins Focus 09/2007 stets behalten.
Inzwischen steht Amaranth Advisors unter Börsenaufsicht der amerikanischen SEC und es gelang ihm der Verkauf seiner Energiegeschäfte an J.P. Morgan Chase und Citadel Investment Group. Einige Dachfonds der Credit Suisse, von Morgan Stanley und der Deutschen Bank sind bei Amaranth Advisors investiert. Es ist bisher (September 2006) unbekannt, wie hoch die Verluste dieser Banken bei Amaranth Advisors sind. Der Fall von Brian Hunter erinnert an den von Nick Leeson, der mit seinen Spekulationen 1995 die britische Barings Bank in den Abgrund gezogen hatte.